# قهرمانان کوچک
قهرمانان کوچک فیلمی به کارگردانی و نویسندگی حسین قناعت و تهیه‌کنندگی بیتا منصوری محصول سال ۱۳۹۵ است.

## داستان فیلم
ماجرای فیلم دربارهٔ چهار کودک و نوجوان هفت تا یازده سالهٔ تکواندوکار، که پدرانشان، کارگران یک کارخانهٔ تولید لوازم التحریرِ در شُرُفِ تعطیلی هستند، برای جلوگیری از بی‌کاری پدرانشان و گیر انداختن قاچاقچیانِ این کالا، که در واقع عاملینِ اصلی این تعطیلی هستند، به تعقیبِ آنها می‌پردازند.

## بازیگران
- برزو ارجمند
- بیژن بنفشه‌خواه
- آناهیتا همتی
- ارژنگ امیرفضلی
- نادر سلیمانی
- شهرام قائدی
- بهنوش بختیاری
- عباس محبوب
- افشین سنگ‌چاپ
- رامین ناصرنصیر
- سیروس کهوری‌نژاد
- فرهاد بشارتی
- ابراهیم شفیعی
- مرتضی رستمی
- یوسف کرمی
- کامیاب صادقی
- فرید شهریاری
- پارسیا شکوری‌فرد
- یاس نوروزی
- عرفان برزین
- سامیار محمدی
- امیرکیان عبدی
- ایمان امیری
- مهدی سلمانی میاب‌

## عوامل
- مدیر فیلمبرداری: بهروز بادروج
- مدیر صدابرداری: احمد صالحی
- طراح گریم: بابک شعاعی و تینا افشار
- مدیر صدابرداری: احمد صالحی
- طراح صحنه و لباس: محیا آقاحسینی
- مدیر تولید: روح‌الله مهاجری
- دستیار اول کارگردان: حسین ایرجی
- برنامه‌ریز: آرش حسن‌پور
- منشی صحنه: مونا احدی
- مشاور رسانه‌ای و مدیر روابط عمومی: نسیم اسدپور